# Терещенки (Белопольский район)
Терещенки (укр. Терещенки) — село,
Терещенковский сельский совет,
Белопольский район,
Сумская область,
Украина.
Код КОАТУУ — 5920688601. Население по переписи 2001 года составляло 158 человек .
Является административным центром Терещенковского сельского совета, в который, кроме того, входят сёла
Новоандреевка,
Руденково и
Садовое.

## Географическое положение
Село Терещенки находится на левом берегу реки Локня,
выше по течению примыкает село Руденково,
ниже по течению на расстоянии в 1 км расположено село Новоандреевка.
Река в этом месте пересыхает, на ней сделано несколько запруд.

## История
- Село основано в середине XIX века.

## Известные уроженцы
- Гурин, Василий Терентьевич — Герой Советского Союза.